# Municipio de Delčevo
El municipio de Delčevo (en idioma macedonio: Општина Делчево) es uno de los ochenta y cuatro municipios en los que se subdivide administrativamente Macedonia del Norte. Su capital es Delčevo.

## Geografía
Este municipio se encuentra localizado en el territorio que abarca la región estadística del este. 

## Población
La población de esta división administrativa se encuentra compuesta por un total de 17.505 personas (según las cifras que arrojaron el censo llevado a cabo en el año 2002). La superficie de este municipio abarca una extensión de territorio de unos 422,39 kilómetros cuadrados. Mientras que su densidad poblacional es de unos 41 habitantes por cada kilómetro cuadrado.
Dos tercios de la población municipal viven en la capital municipal. El resto de la población se reparte en 21 pueblos: Bigla, Vetren, Virče, Vratislavci, Gabrovo, Grad, Dramče, Dzvegor, Iliovo, Kiselica, Kosovo Dabje, Nov Istevnik, Očipala, Poleto, Razlovci, Selnik, Stamer, Star Istevnik, Trabotovište, Turija y Čiflik.